# Ібрагімов Мірза-Алі Мухаметхасанович
Мірза-Алі Мухаметхасанович Ібрагімов (1894, місто Ерівань, тепер Єреван, Вірменія — розстріляний 9 травня 1938, місто Казань, тепер Російська Федерація) — радянський діяч. Член Центральної контрольної комісії РКП(б) у 1924—1925 роках. Член ВЦВК.

## Життєпис
Член РСДРП(б) з 1913 року. 
Зазнавав переслідувань за ведення нелегальної революційної діяльності.
Учасник громадянської війни в Росії.
Перебував на відповідальній роботі в органах контрольної комісії РКП(б) — робітничо-селянської інспекції Татарської АРСР.
До липня 1937 року — завідувач приймальні Центрального виконавчого комітету (ЦВК) Татарської АРСР у місті Казані.
3 липня 1937 року заарештований органами НКВС Татарської АРСР. 9 травня 1938 року Військовою колегією Верховного суду СРСР засуджений до страти, того ж дня розстріляний в Казані.
У 1960 році посмертно реабілітований ухвалою Військової колегії Верховного суду СРСР.